# Úval Dolní Přibrání
Úval Dolní Přibrání je zrušená přírodní památka v okrese Český Krumlov. Nacházela se v Novohradských horách, na pravém břehu Malše, pět kilometrů jihozápadně od Pohorské Vsi. Byla součástí ptačí oblasti a přírodního parku Novohradské hory.

## Historie
Chráněné území vyhlášené okresním úřadem v Českém Krumlově v roce 1992 zrušil Krajský úřad Jihočeského kraje s účinností ke dni 30. ledna 2014 a zároveň jej začlenil do nově vyhlášené přírodní památky Horní Malše.

## Flóra a fauna
Předmětem ochrany je soubor rašelinných pramenišť v lese a na bezlesí, významná flora a vegetace. Na prameništích a podél drobných potůčků v jádru přírodní památky rostou smrkové olšiny a rohozcové smrčiny, v jejichž stromovém patře převažuje buď olše šedá (Alnus incana), olše lepkavá (Alnus glutinosa) nebo smrk ztepilý (Picea abies), v keřovém podrostu je dále přimíšen jeřáb ptačí (Sorbus aucuparia), bez červený (Sambucus racemosa) a vrba ušatá (Salix aurita). Z bylin zde rostou blatouch bahenní horský (Caltha palustris subsp. laeta), kapraď osténkatá (Dryopteris carthusiana), škarda bahenní (Crepis paludosa), krabilice chlupatá (Chaerophyllum hirsutum), přeslička lesní (Equisetum sylvaticum), mokrýš střídavolistý (Chrysosplenium alternifolium), starček potoční (Tephroseris crispa), ve smrčinách dřípatka horská (Soldanella montana), z mechů převažují rašeliník Girgensohnův (Sphagnum girgensohnii) a játrovka rohozec trojlaločný (Bazzania trilobata). V nivě Malše je vyvinuta mozaika lučních ostřicových porostů, z významnějších druhů zde rostou pleška stopkatá (Willemetia stipitata), ostřice zobánkatá (Carex rostrata), ostřice obecná (Carex nigra), ostřice šedavá (Carex canescens), ostřice prosová (Carex panicea), suchopýr úzkolistý (Eriophorum angustifolium), zábělník bahenní (Potentilla palustris), violka bahenní (Viola palustris), kozlík dvoudomý (Valeriana dioica), kuklík potoční (Geum rivale), pcháč různolistý (Cirsium heterophyllum), hadí kořen větší (Bistorta major), vzácně pryskyřník omějolistý (Ranunculus aconitifolius).
Z fauny je nejvýznamnější výskyt populace perlorodky říční (Margaritifera margaritifera) v Malši na jihu této přírodní památky.